# NGC 5245
NGC 5245 é uma galáxia espiral (S) localizada na direcção da constelação de Virgo. Possui uma declinação de +03° 53' 53" e uma ascensão recta de 13 horas, 37 minutos e 23,2 segundos.
A galáxia NGC 5245 foi descoberta em 30 de Abril de 1864 por Albert Marth.